# Dortmunder Bergmann Brauerei

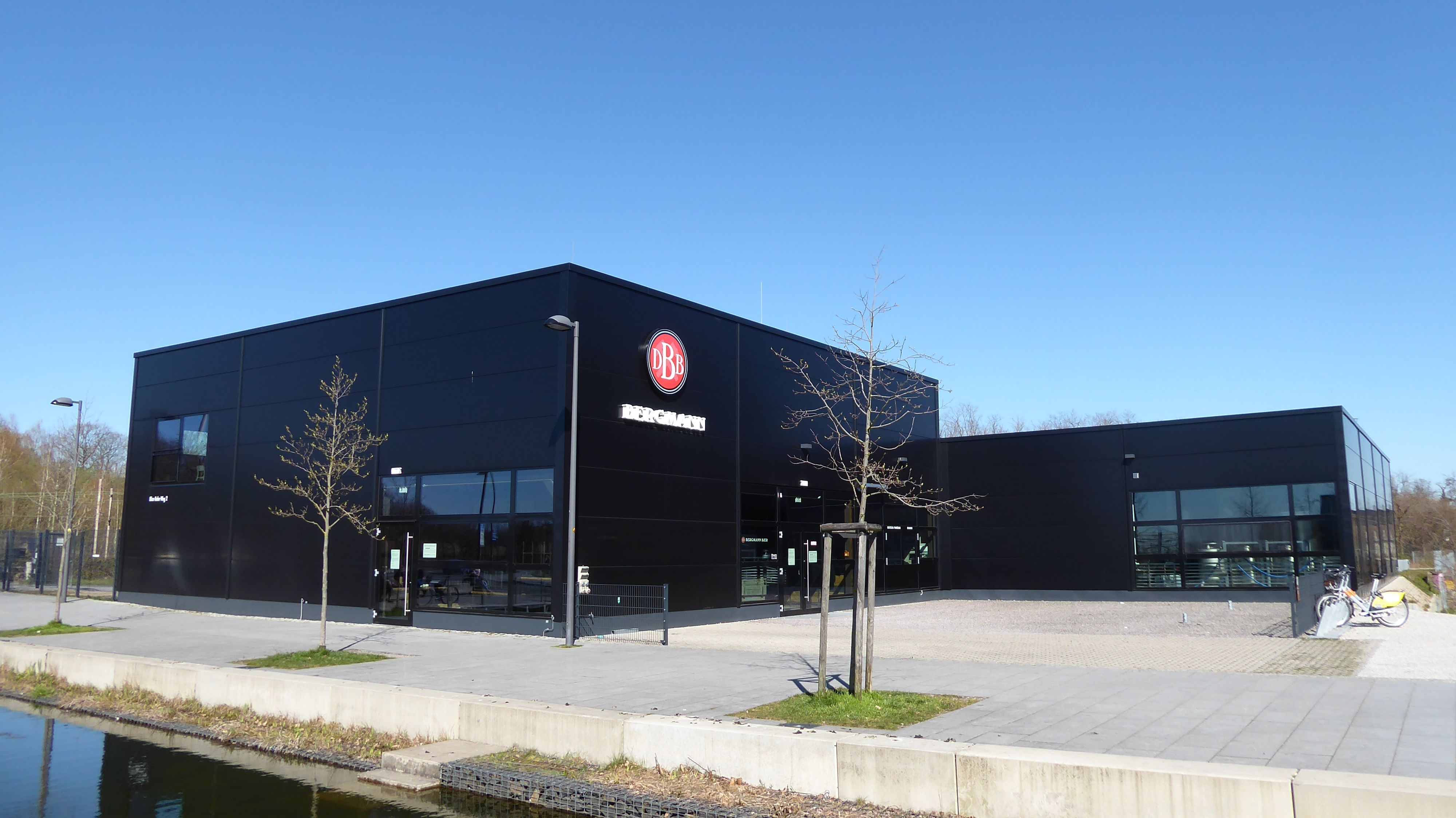
Sitz der Bergmann Brauerei seit 2017 in Phoenix-West

Die Dortmunder Bergmann Brauerei ist eine Brauerei in Dortmund.

## Historische Ursprünge

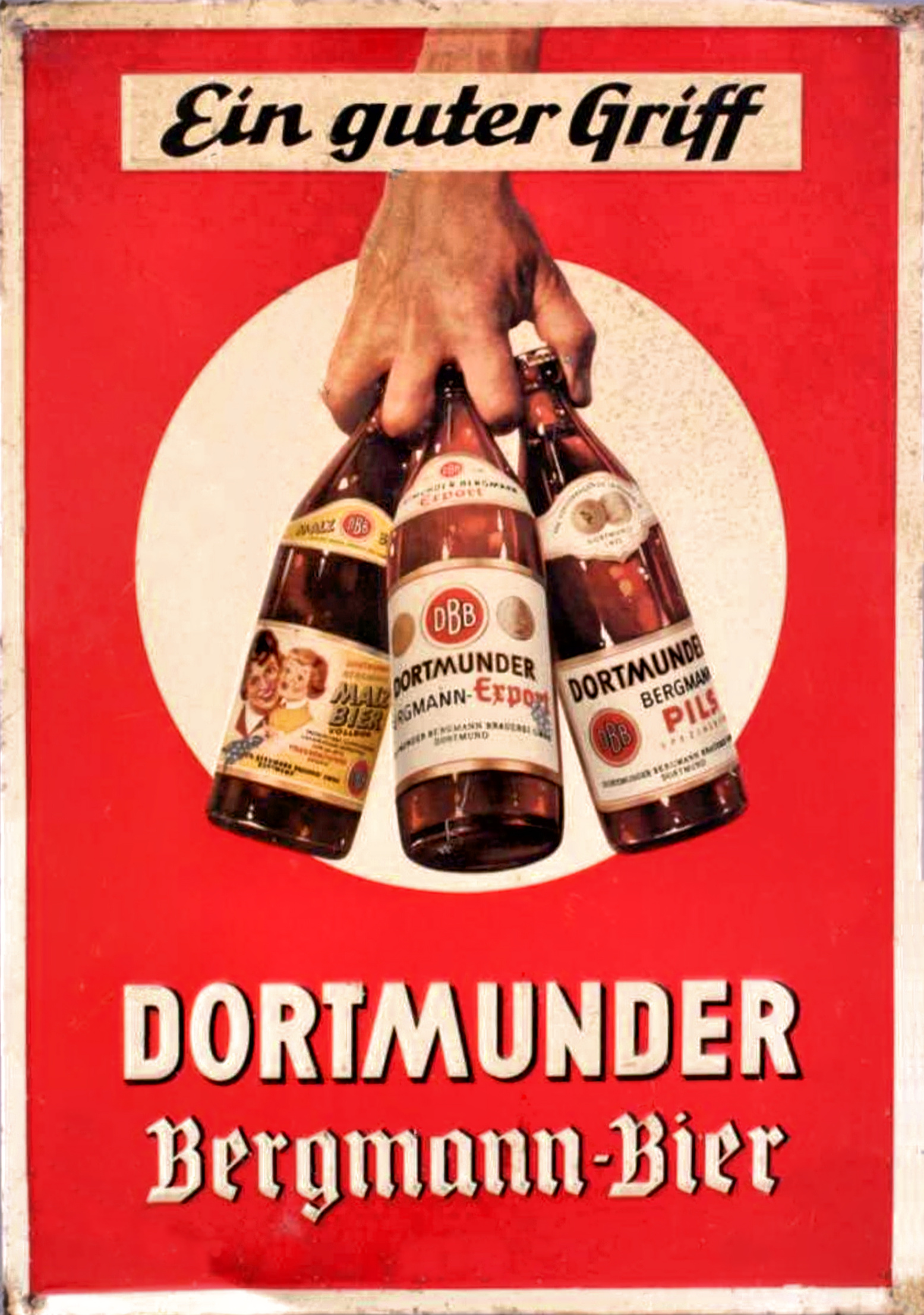
Emailleschild 1950er

Die Brauerei wurde 1796 von Wilhelm Dietrich Johann Bergmann im Dortmunder Stadtteil Rahm gegründet. 1966 hatte sie 109 Mitarbeiter und produzierte 96.000 Hektoliter Bier.
Die Brauerei wurde 1971 von der Dortmunder Ritter Brauerei übernommen und 1972 als eigenständige Braustätte in der Rahmer Straße 262 geschlossen. An der Stelle der Braustätte ist heute ein Supermarkt, der über Fotos im Innern an den historischen Ort erinnert. Der ehemalige Braukeller, auf dem der Supermarkt steht, ist heute noch vorhanden, jedoch nicht öffentlich zugänglich. Die Markenrechte hielten die Rechtsnachfolger bis ins Jahr 2003 hinein.

## Bergmann Brauerei GmbH

### Gründung
2005 wurden die zuvor aufgegebenen Markenrechte an dem Namen Dortmunder Bergmann Bier vom Dortmunder Mikrobiologen Thomas Raphael für 300 Euro erworben, nachdem dieser zufällig in einer Online-Markendatenbank gesehen hatte, dass die Marke Bergmann für die ehemalige Braustätte in Dortmund-Rahm stand, jedoch nicht mehr vergeben war. Raphael reaktivierte anschließend die Marke, um die Rechte daran zu behalten. Nachdem er auf einer Feier im Jahr 2007, bei der ein Dortmunder Journalist anwesend war, die ersten Flaschen Exportbier verteilte, erschien ein großer Artikel in einer Samstags-Ausgabe der Ruhr Nachrichten. Aufgrund der anschließend überaus positiven Resonanz vieler Dortmunder fühlte sich Raphael bestärkt, die Brautätigkeiten auszuweiten. Gebraut wurden anfangs die Sorten Export, Spezialbier, Pils und Schwarzbier in der Brauerei Bosch. Das neue Unternehmen betreibt er seitdem mit seinem Geschäftspartner Herbert Prigge. Die Expansion wurde anfangs mit der Ausgabe von 30 Genussscheinen mit einem Gesamtwert von 210.000 Euro finanziert, die mit vier Prozent verzinst werden.
Ende 2008 wurde im Dortmunder Hafen eine eigene Braustätte bezogen, in der ab der Fertigstellung im April 2010 die Craft Bier-Spezialitäten gebraut wurden (s. u.). Seit 2017 wurde eine neue Braustätte im Gewerbegebiet Phoenix West im Dortmunder Stadtteil Hörde mit einer Kapazität von 5.000 Hektolitern in Betrieb genommen, in der alle Biersorten produziert werden.
Der Slogan der Bergmann Brauerei lautet „Harte Arbeit. Ehrlicher Lohn.“

### Vertrieb

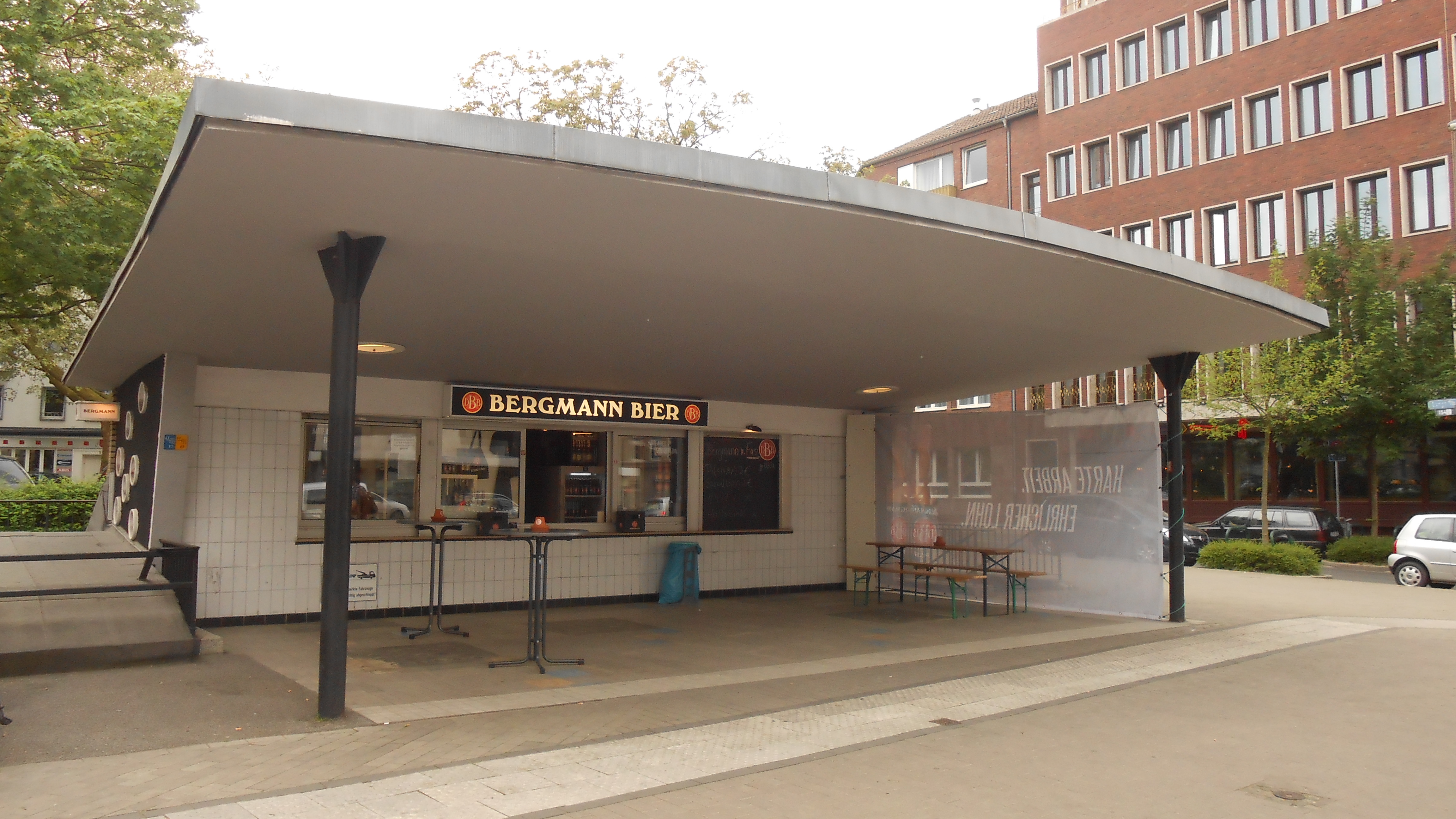
Bergmann Kiosk, Hoher Wall

Der Vertrieb der Bergmann-Biersorten erfolgt über den lokalen Handel in einem Radius von maximal 30 Kilometern um Dortmund. Zusätzlich wird eine Trinkhalle an einer ehemaligen Bushaltestelle aus den 1950er Jahren am zentralen Hohen Wall in der Dortmunder Innenstadt betrieben. Seit Ende 2021 gibt es einen Brauereiausschank direkt am Kai am Phoenix-See. Einige Gaststätten in der Region bieten zudem die Biersorten an.
Angeschlossen an die seit 2017 bestehende Braustätte ist eine Stehbierhalle, in der die Biere der Brauerei verköstigt und erworben werden können. Zum Verzehr werden auch saisonale Spezialitäten angeboten.

### Entwicklung der Absatzzahlen
Im Jahr 2010 wurden erstmals 1.000 Hektoliter Bier gebraut, ein Jahr später 2.000 Hektoliter. Im Jahr 2015 lag der Ausstoß bei 3.000 Hektolitern, 2016 bei 4.000 Hektolitern. Im Sommer 2018 lag der Ausstoß bereits 80 Prozent über dem Vorjahreswert.

## Marken
Neben den traditionellen Sorten
- Pils
- Export
- Schwarz
- Spezial
- Kellerpils

werden verschiedene Biere im Stil der sogenannten Craft Biere in einer 0,75 Liter Bügelverschlussflasche iangeboten:
- Adambier, ein obergäriges traditionelles Starkbier (7,5 %), dessen historische Wurzeln vom Mittelalter bis in die 1960er Jahre reichen[10]
- ADAM Eichenbock, starkes und malzbetontes dunkles Bockbier (9,3 %)
- 1972, ein helles, hefetrübes Bockbier (7,1 %), das durch seine Namensgebung an die Schließung der historischen Bergmann Brauerei in diesem Jahr erinnert
- Hopfensünde, ein mit Aromahopfen hergestelltes, doppelt gehopftes Bier (7,1 %)[11]
- Schlanke Mathilde, helles, malzig-fruchtiges Bockbier (9,0 %)
- IPA, helles, kräftiges, hopfenbetontes Bier (7,2 %)

Immer wieder gibt es Sondersude vom Fass („Sud des Monats“) im Kiosk und der Stehbierhalle.